# Кариати
Кариати (итал. Cariati) — коммуна в Италии, располагается в регионе Калабрия, подчиняется административному центру Козенца.
Население составляет 8474 человека (на 2004 г.), плотность населения составляет 297 чел./км². Занимает площадь 27,95 км². Почтовый индекс — 87062. Телефонный код — 0983.
Покровителем коммуны почитается святой Леонард Ноблакский, празднование 6 ноября.